# Лукан (футболіст, 1991)
Лукаш Вінісіуш Гонсалвіш Сілва (порт. Lucas Vinícius Gonçalves Silva, нар. 14 вересня 1991, Бразиліа), більш відомий як Лукан до Брейк або просто Лукан (порт. Lucão) — бразильський футболіст, нападник клубу «Ханой».

## Клубна кар'єра
Народився в Бразиліа, Федеральний округ. Почав грати в Італії у віці 15 років, але повернувся до Бразилії після травми щиколотки. Згодом він завершив навчання в «Порту-Алегрі», а 23 грудня 2010 року приєднався до японського клубу «Сьонан Бельмаре».
Лукан дебютував у дорослій команді 29 червня 2011 року, вийшовши на заміну замість Дайсуке Кікучі в другому таймі під час виїзної поразки проти клубу «ДЖЕФ Юнайтед Ітіхара Тіба» (0:2) у другому японському дивізіоні. Свій перший гол забив 22 жовтня, коли він забив сьомий гол для своєї команди в домашньому матчі проти «Гіфу» (7:1).
25 лютого 2012 року Лукан перейшов до команди Другої ліги Португалії «Портімоненсі», де зіграв 12 матчів, після чого виступав у Кубку Лібертадорес U-20 2012 року, будучи на перегляді в «Атлетіко Мадрид», але контракт з іспанським грандом не підписав
Натомість Лукан повернувся на батьківщині і приєднався до «Сержипі» напередодні сезону 2013 року та завершив наступний чемпіонат Сержипано як найкращий бомбардир із десятьма голами, а його команда завоювала титул чемпіона штату. Згодом він грав за «Можі Мірін», «Кашіас», ще двічі виступав за «Сержипі», «Резенде» і «Сан-Бенту», перш ніж знову переїхати за кордон у молдавське «Зімбру» (Кишинів), де дебютував у найвищому дивізіоні, зігравши 7 ігор.
8 грудня 2016 року Лукан повернувся до Бразилії і приєднався до «Крузейру» (П.-А.), а 8 травня наступного року став гравцем «Америки» (Натал) з Серії D.
15 червня 2017 року Лукан підписав контракт із командою Серії B «Крісіума» і завершив сезон як найкращий бомбардир клубу з десятьма голами.
20 грудня 2016 року Лукан погодився укласти контракт із іншою друголіговою командою «Гояс», оскільки його контракт із «Крісіумою» мав закінчитися
У січні 2019 року Лукан переїхав до Кувейту та підписав контракт з «Аль-Кувейтом» на два роки, але провів за команду лише три гри у чемпіонаті і знову вирушив до Бразилії, граючи там за «Флуміненсе», «Гояс», КРБ та «Гуарані» (Кампінас).
У серпні 2022 року Лукан приєднався до в'єтнамського клубу «Ханой» на решту сезону 2022 року і допоміг команді виграти чемпіонат, кубок та суперкубок країни.

## Досягнення
- Чемпіон штату Сержипі: 2013, 2016
- Володар Кубка Еміра Кувейту: 2019
- Чемпіон В'єтнаму: 2022
- Володар Кубка В'єтнаму: 2022
- Володар Суперкубка В'єтнаму: 2022